# Puebla de los Pardos
La Puebla de los Pardos o Puebla de los Ángeles fue un poblado que se formó aproximadamente en 1650 en la parte oriental de la ciudad de Cartago, capital colonial de la Provincia de Costa Rica. La formación de este poblado obedeció en gran parte al hecho de querer reducir (lejos de la capital) en un solo sitio a los llamados mulatos, a los negros libres y mestizos bajos, como afirma en 1676 un documento. Según cuenta la tradición, en este pueblo fue hallada la imagen de la Virgen de los Ángeles, declarada Patrona de Costa Rica.

## Historia
La Puebla de los Pardos fue fundada en los propios ejidos al este de la ciudad de Cartago, en un paraje que llamaban "La Gotera". Al parecer ya para 1629 muchos negros, mulatos y pardos deambulaban por los montes y valles. El cura de Cartago, el padre Baltazar de Grado (quien al parecer fue el primer sacerdote nacido en Costa Rica y cuyo vicario era Alonso de Sandoval), hacía intentos por darles la doctrina cristiana, sin lograrlo. La dispersión lo hacía imposible de modo que varios esfuerzos se hicieron para concentrar a la población.
En diciembre de 1650 llegó como gobernador Juan Fernández de Salinas y La Cerda quien dispuso asentar a la población negra, mulata y parda dispersa, precisamente en La Gotera, llamándosele poco después Puebla de Nuestra Señora de Los Ángeles o Puebla de los Pardos. En 1653, el propio gobernador fundó la cofradía de la Virgen de Los Ángeles, institución que habría de llegar a ser una de las más ricas en el siglo XVIII, propietaria de haciendas y de un capital que prestaba el 6%. Tres españoles, tres mestizos y tres mulatos serían los encargados de organizar las festividades del 2 de agosto, que se extendían durante quince días. Juegos de pólvora, toros, disfraces, faroles, cantos en la calle y fandangos se celebraban en la plaza al costado norte del santuario.
El gobernador Juan Francisco Sáenz-Vázquez, para estimular el desarrollo de este poblado, autorizó la creación de un cabildo en él, con tres regidores, un alcalde, un alguacil mayor y otro menor. El gobernador también estableció que se construiría la plaza y que se abrirían calles en forma.
La vecindad a la ciudad no dejó de causar algunos perjuicios a los mulatos y negros de la Puebla; quizás por ello su desarrollo fue bastante incipiente en un principio. Esto mismo llevó a que en 1680 se prohibiera a los alcaldes que tomaran por fuerza, para el servicio doméstico, a los mulatos de la Puebla de los Ángeles.

Curiosamente, la fundación de la Puebla es posterior, en pocos años, al hallazgo en ella de la imagen de piedra de la Virgen de los Ángeles (la cual muestra rasgos indígenas y negros), pues ésta fue encontrada por 1635, según cuenta la tradición. Podría creerse tal vez que el culto a La Negrita (como popularmente se le llama a esta imagen por su color oscuro), se aprovechó para concentrar en un suburbio de Cartago a los mulatos y negros, evitando de esta manera una dispersión inconveniente a las autoridades.

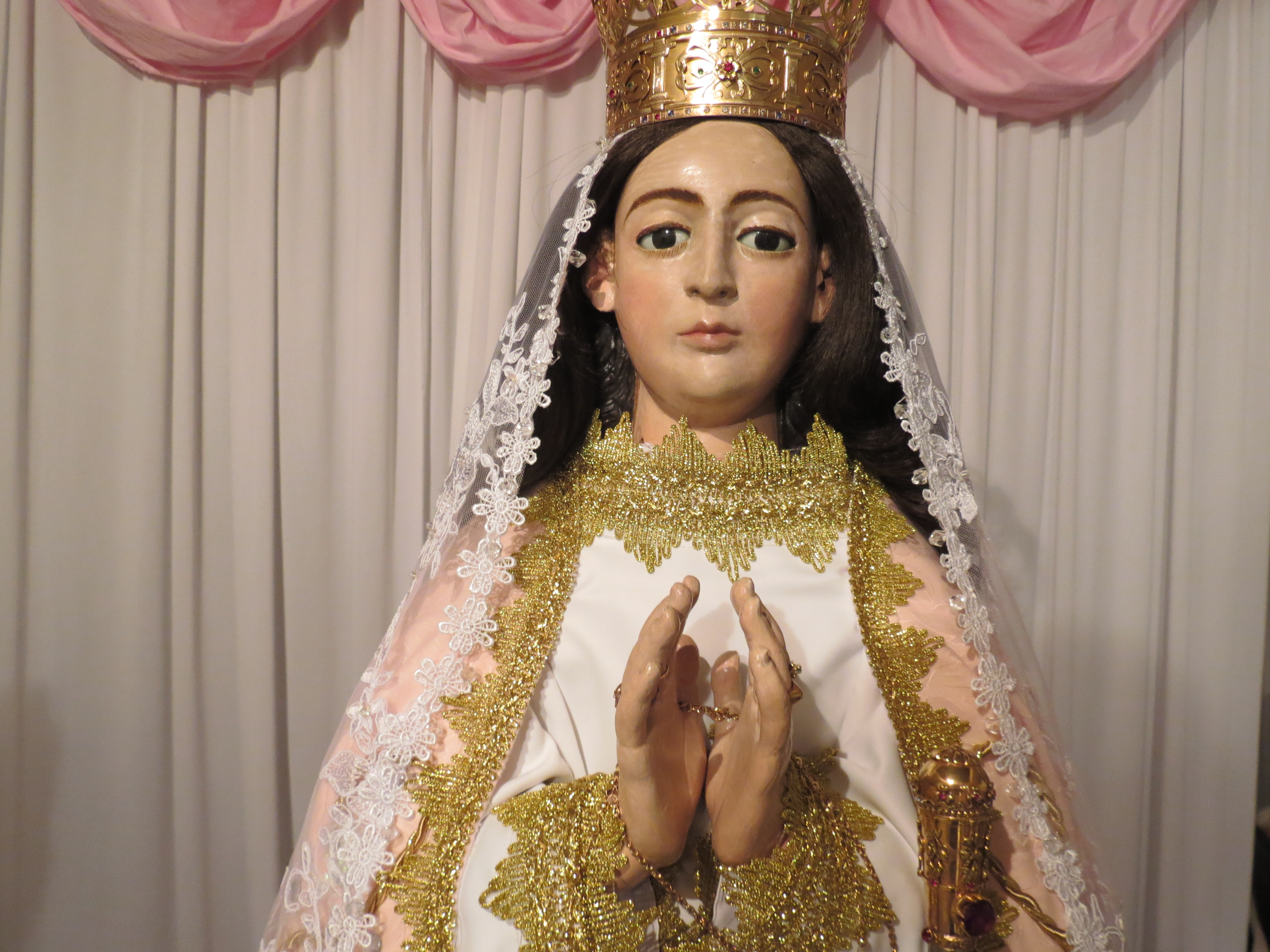
Imagen de la Virgen del Rescate

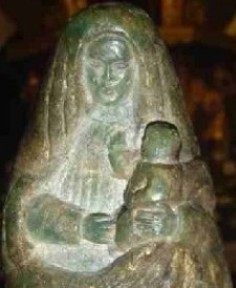
Imagen de la Virgen de los Ángeles

Menos de un siglo después su culto había desplazado al de la Virgen blanca de la Limpia Concepción de Ujarrás o simplemente Virgen del Rescate, venerada desde el siglo XVII por españoles e indígenas en el pueblo de Ujarrás. Llama mucho la atención, como una imagen mariana oscura, de rasgos autóctonos  y toscamente tallada, sustituyó la devoción de una imagen de la Virgen blanca, de rasgos europeos y finamente esculpida.
El obispo Morel de Santa Cruz, en su importante descripción de la Provincia de Costa Rica en 1751, escribe al respecto:

El barrio de los Ángeles es de mulatos. Por esta tacha los vecinos de Cartago lo han segregado de la ciudad, poniéndole por lindero una Cruz de Caravaca. De este modo despreciativo son tratados de los hombres, pero la Reina del Cielo, que tanto se esmera en favorecer a los humildes, les ha hecho la honra de habitar entre ellos, y que aquel barrio tenga su mismo apellido; quiero decir que en el propio barrio hay una efigie de Nuestra Señora de los Ángeles, muy milagrosa. Su estatura será de una cuarta de alto y se venera en una iglesia capaz y de la misma fábrica que las cuatro de la ciudad. Hállase muy alhajada y con algunas piezas interiores para los que continuamente concurren de todas partes a impetrar las gracias y mercedes que aquella sagrada imagen acostumbra comunicar a sus devotos. Las casas de que se compone son ciento tres de paja y sin calles formales. Uno de los mismo mulatos con título de Capitán Gobernador y subordinado al de Cartago, corre con el mando y dirección de ellos.

Este acercamiento a la ciudad de Cartago debió haber producido sus resultados dentro del ámbito regional, dejando indeleble su huella de origen mulato, negro y mestizo en la sangre de sus pobladores.
Este sitio fue declarado como sitio de memoria, en el 2014, mediante Decreto Ejecutivo Nº 38629-MCJ-MEP, debido a su gran valor histórico, educativo y cultural, y el 17 de mayo del 2019, mediante decreto Ejecutivo N° 41626-MEP-MCJ, se estableció el 3 de agosto de cada año, como el día oficial de celebración de La Puebla de Los Pardos.
Actualmente donde estaba el paraje de La Puebla es lo que hoy se conoce como barrio Los Ángeles, e incluye el territorio que inicia al norte con la Cruz de Caravaca y hasta el sur, en Calle Maderas; al este, se delimita entre el río Toyogres y la carretera a Agua Caliente.